# マダガスカルの文化

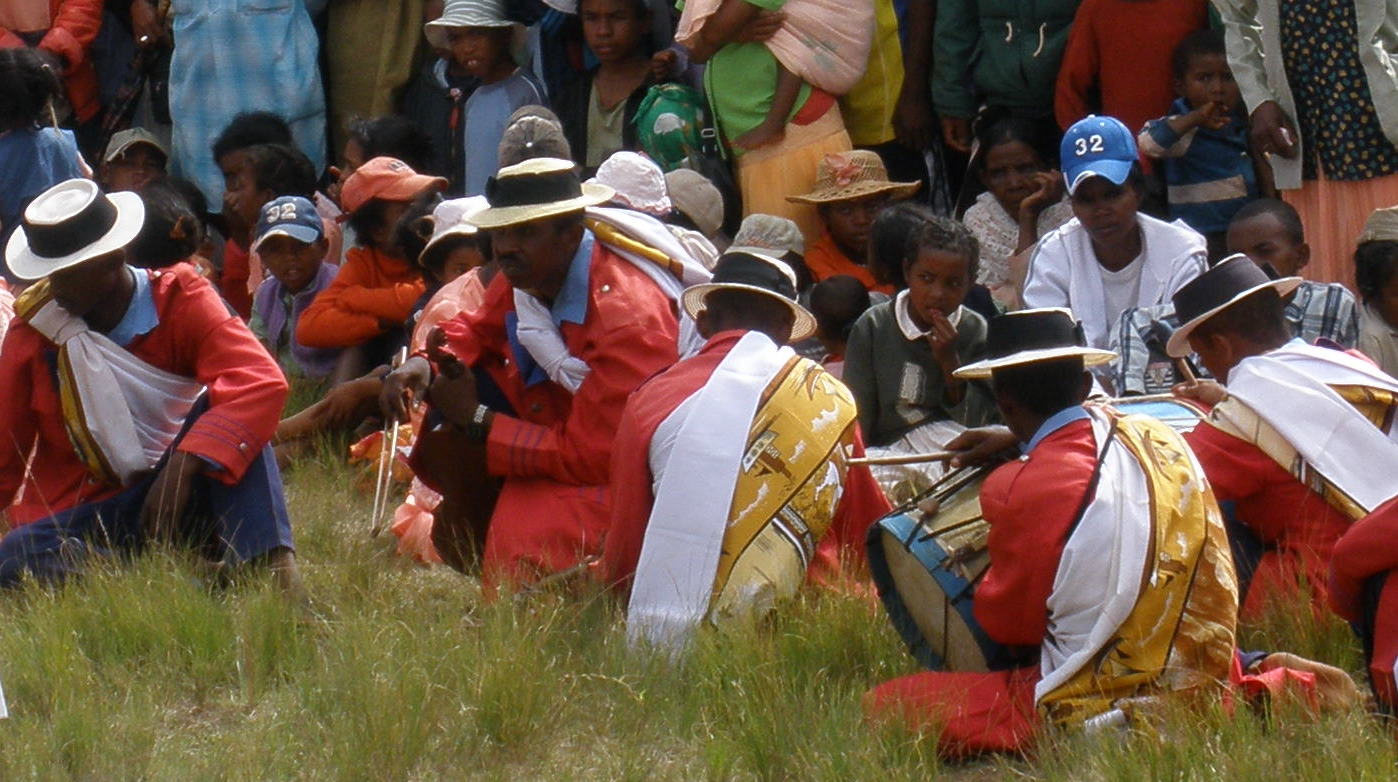
Hiragasyミュージシャン

マダガスカルの文化（マダガスカルのぶんか）ではマダガスカル共和国の文化の概要について述べる。

## 概要
マダガスカルの文化は他のアフリカ諸国と比べ文化的にはインドネシアのつながりが多く（たとえばマレー式鞴、高床住居、ヴァリハ、吹き矢、稲作文化、アウトリガー・カヌー、祖先崇拝など）、他のアフリカ諸国とは異にする。マダガスカル文化はインドネシアの影響だけでなく東アフリカ（牛の重要性、ダンス、憑依儀礼など）、アラブの影響（割礼、海岸地方における豚を食べることのタブーなど）も見られる。また、過去にフランスの植民地になったことからフランスの影響もある。

## 音楽・楽器
- ヴァリハ(バリハ)
- カボシ(カボサ)
- ツァーピキ
- サッレギ